# Ching-Lien Wu
Ching-Lien Wu es una directora de coro taiwanesa. Fue designada directora de coros de la Ópera de París, primera mujer en ocupar el puesto en esta institución.

## Biografía
Ching-Lien Wu es diplomada de la Escuela normal de Taiwán. Luego se integró al Conservatorio nacional superior de música de Lyon, donde recibió el primer premio de dirección de coro en 1987.

## Carrera profesional
En 1989 Ching-Lien Wu fue nombrada directora de canto en la Ópera de Angers-Nantes, posteriormente fue directora asistente de los coros en el Teatro del Capitolio de Toulouse desde 1990. En 1991 comenzó a dirigir la falange coral de la Ópera nacional de Rin en Estrasburgo. En 2001 se integró al Gran teatro de Ginebra.
En 2014 Wu fue designada directora de los coros de la De Nederlandse Opera en Ámsterdam En 2016, Su trabajo de dirección fue celebrado con el título de «mejor coro del año» por la revista alemana especializada Opernwelt.
Paralelamente a su actividad de directora de coros, originó varias producciones líricas en su país natal, Taiwán, donde participó igualmente en la puesta en escena, especialmente en la ocasión de la presentación de la obra El Barbero de Sevilla en Taipéi.
En febrero de 2021 Wu fue nombrada a suceder el puesto de José Luis Basso, y resulta así la primera mujer directora de coros de la Ópera de París. Su comienzo en el cargo tiene lugar el 26 de abril de 2021.